# Johann Nicolaus Jacob von Coll
Johann Nicolaus Jacob Ritter und Edler von Coll (* 10. Februar 1781 in Koblenz; † 12. März 1872 ebenda) war Bürgermeister von Zell an der Mosel.

## Leben
Johann Nicolaus Jacob Ritter und Edler von Coll wurde als Sohn des kurtrierischen Geheimrat und Kanzleidirektors Johann Hugo Joseph Ritter und Edler von Coll und seiner Gemahlin Maria Ferdinandine Josepha von Stefné in Koblenz geboren.
Nach dem Studium der Politikwissenschaften in Marburg und Anstellung als Obersteuereinnehmer in Bebra war er Bürgermeister in Sankt Goar. Er war in erster Ehe mit Anna Gertrud Justi aus Marburg verheiratet, in zweiter Ehe mit deren Schwester Anna Margarethe Elisabeth Justi. Am 10. Mai 1823 wurde Johann Nicolaus Jacob Bürgermeister von Zell an der Mosel. Nach seiner Amtszeit zog er nach Koblenz-Ehrenbreitstein und schrieb dort zwei seiner Werke: „Chronik der Gemeinde Kaimt“ (1823–1847, geschrieben zu Ehrenbreitstein, den 30. April 1848) und „Chronik des Dorfes Alf“ (1823–1847, geschrieben zu Ehrenbreitstein, 1851).